# Меликузиев, Бектемир Рузматжон угли
Бектемир Рузматжон угли Меликузиев (род. 8 апреля 1996, с. Шоимбек, Фуркатский район, Ферганская область, Узбекистан) — узбекистанский боксёр-профессионал, выступающий в средней, во второй средней и в полутяжёлой весовых категориях. Серебряный призёр Олимпийских игр (2016), двукратный призёр чемпионата мира (2015, 2017) и двукратный чемпион Азии (2015, 2017) в любителях. Среди профессионалов действующий чемпион по версиям WBO Inter-Continental (2020) и WBA Continental Americas (2019—2021) во 2-м среднем весе.
Лучшая позиция по рейтингу BoxRec — 18-я (октябрь 2024) и является 1-м среди узбекских боксёров суперсредней весовой категории, а по рейтингам основных международных боксёрских организаций занимает: 12-е место рейтинга WBC, 1-е место рейтинга WBA, 10-е место рейтинга WBO, — входя в ТОП-20 лучших суперсреднего веса.

## Биография
Родился в Ферганской области, в селе Шоимбек Фуркатского района Узбекистана.

## Любительская карьера
В январе 2014 года стал чемпионом Азии среди молодёжи в полусредней весовой категории (до 69 кг).
В апреле 2014 года стал чемпионом мира среди молодёжи в полусредней весовой категории (до 69 кг).
В августе 2014 года стал чемпионом юношеских Олимпийских игр в полусредней весовой категории (до 69 кг).

### Чемпионат Узбекистана 2014
Выступал в средней весовой категории (до 75 кг). В четвертьфинале победил Шухрата Абдуллаева. В полуфинале победил Жалолиддина Уктамова. В финале победил Хуршида Норматова.

### Чемпионат Азии 2015
Выступал в средней весовой категории (до 75 кг). В 1/8 финала победил шри-ланкийца Сенаи Наваратхна. В четвертьфинале победил казахстанца Жанибека Алимханулы. В полуфинале победил иранца Саджада Мехраби. В финале победил индийца Викаса Крижана.

### Чемпионат мира 2015
Выступал в средней весовой категории (до 75 кг). В 1/16 финала победил грузина Заала Квачатадзе. В 1/8 финала победил француза Кристиана Мбийи Ассомо. В четвертьфинале победил россиянина Петра Хамукова. В полуфинале победил ирландца Майкла О'Райли. В финале проиграл кубинцу Арлену Лопесу.

### Всемирная серия бокса2016
Представлял команду «Uzbek Tigers» (Узбекистан). Выступал в средней весовой категории (до 75 кг). 22 апреля 2016 года проиграл россиянину Александру Агафонову.

### Олимпийские игры 2016
Выступал в средней весовой категории (до 75 кг). В 1/8 финала победил австралийца Дэниэла Льюиса. В четвертьфинале победил индийца Викаса Крижана. В полуфинале победил мексиканца Мисаэля Родригеса. В финале проиграл кубинцу Арлену Лопесу.

### Всемирная серия бокса2017
Представлял команду «Uzbek Tigers» (Узбекистан). Выступал в полутяжёлой весовой категории (до 81 кг). 18 февраля 2017 года победил казахстанца Нурдаулета Жарманова. 18 марта 2017 года победил китайца Хуана Цзябиня.

### Чемпионат Азии 2017
Выступал в полутяжёлой весовой категории (до 81 кг). В 1/8 финала победил иранца Амина Зиади. В четвертьфинале победил таджикистанца Шаббоса Негматуллоева. В полуфинале победил китайца Хуана Цзябиня. В финале победил казахстанца Ерика Альжанова.

### Всемирная серия бокса2017
Представлял команду «Uzbek Tigers» (Узбекистан). Выступал в полутяжёлой весовой категории (до 81 кг). 19 мая 2017 года проиграл кубинцу Хулио Сесару ла Крусу.

### Чемпионат мира 2017
Выступал в полутяжёлой весовой категории (до 81 кг). В 1/8 финала победил россиянина Муслима Гаджимагомедова. В четвертьфинале победил казахстанца Ерика Альжанова. В полуфинале проиграл ирландцу Джозефу Уорду.

### Всемирная серия бокса2018
Представлял команду «Uzbek Tigers» (Узбекистан). Выступал в полутяжёлой весовой категории (до 81 кг). 1 марта 2018 года победил колумбийца Диего Мотоа. 7 апреля 2018 года победил венесуэльца Налека Корваха.

## Профессиональная карьера
На профессиональном ринге дебютировал 13 июня 2019 года. Одержал победу нокаутом в 1-м раунде.
19 июня 2021 года встретился с бывшим претендентом на титул чемпиона мира в среднем весе американцем Габриэлем Росадо. Проиграл нокаутом в 3-м раунде.
22 апреля 2023 года во второй раз встретился с Габриэлем Росадо. Победил по очкам.

#### Элиминатор WBA с Дэвидом Стивенсом
2 ноября 2024 года в Лас Вегасе состоялся бой между рейтинговыми № 6 Меликузиевым и № 10 Стивенсом. WBA объявило встречу элиминатором в суперсреднем весе (до 76,2 кг) не смотря на то, что накануне узбекский боксер не сделал вес. Первая половина боя, кроме осталась за Бектемиром, который владел инициативой и выглядел быстрее. После экватора узбек так же вел бой, хотя устал и на лице появилось рассечение левой брови из-за столкновения головами. Андердог Стивенс уверенно взял 9-й раунд где был активней и попадал, но этого было явно не достаточно. Счёт судей удивил: 118—110 и 117—111 Меликузиеву, а третий судья сомнительные 116—112 Стивенсу.
Благодаря победе поднялся в декабрьском рейтинге WBA c 6-й позиции на 3-ю.

#### Элиминатор с Дариусом Фулгумом
В апреле WBA заказала ещё один отборочный бой против №5 рейтинга небитого американца Дариуса Фулгума. Бой прошёл 30 мая 2025 года в Лас-Вегасе и стал главным боем вечера организованного Golden Boy Promotions. На взвешивании перед боем у Бектемира снова возникли проблемы с весом, но в этот раз со второй попытки он смог уложиться в лимит второго среднего веса. Первая половина боя осталась за Фулгумом работающим от джеба и выбрасывающим больший тоннаж ударов. Особенно удались американцу 4-6-й раунды. В 7-м раунде с Меликуиева было снято очко за захваты рук не смотря на успешный раунд для себя (судьи оценили раунд 9—9). Бектермир взвинтил темп понимая, что проигрывает бой. Концовка осталась за ним благодаря лёгкому нокдауну в котором оказался Фулгум в 12-м раунде. Согласно Compubox Фулгум нанёс на один точный удар больше (170-169), сделав это за счёт джебов (62-38). Меликузиев был значительно лучше по силовым (131-108) и по ударам в туловище (33-44). Счёт судей: трижды 114—112 в пользу Бектемира.

## Статистика профессиональных боёв
В таблице перечислены результаты всех поединков боксёров.
В каждой строке указан результат поединка. Дополнительно номер поединка обозначен цветом, который обозначает итог поединка. Расшифровка обозначений и цветов представлена в нижеследующей таблице.
| Пример | Расшифровка                     |
| ------ | ------------------------------- |
|        | Победа                          |
|        | Ничья                           |
|        | Поражение                       |
|        | Планируемый поединок            |
|        | Поединок признан несостоявшимся |
| КО     | Нокаут                          |
| ТКО    | Технический нокаут              |
| PTS    | Решение судей (по очкам)        |
| UD     | Единогласное решение судей      |
| MD     | Решение большинства судей       |
| SD     | Раздельное решение судей        |
| RTD    | Отказ от продолжения боя        |
| DQ     | Дисквалификация                 |
| NC     | Поединок признан несостоявшимся |

| 17 поединков, 16 побед (10 нокаутом), 1 поражение. | 17 поединков, 16 побед (10 нокаутом), 1 поражение. | 17 поединков, 16 побед (10 нокаутом), 1 поражение. | 17 поединков, 16 побед (10 нокаутом), 1 поражение. | 17 поединков, 16 побед (10 нокаутом), 1 поражение. | 17 поединков, 16 побед (10 нокаутом), 1 поражение. |
| Бой                                                | Дата                                               | Соперник                                           | Место проведения                                   | Результат                                          | Примечание |
| -------------------------------------------------- | -------------------------------------------------- | -------------------------------------------------- | -------------------------------------------------- | -------------------------------------------------- | --- |
| 17                                                 | 30 мая 2025                                        | Дариус Фулгум (14-0)                               | Virgin Hotels Las Vegas, Лас-Вегас, Невада, США    | UD 12 (12)                                         | Фулгум в нокдауне в 12-м раунде. Счёт: 114-112 (все). |
| 16                                                 | 2 ноября 2024                                      | Дэвид Стивенс (14-1)                               | Virgin Hotels Las Vegas, Лас-Вегас, Невада, США    | SD 12 (12)                                         | Счёт: 112-116, 118-110, 117-111. |
| 15                                                 | 20 апреля 2024                                     | Пьер Убер Дибомб (22-0-1)                          | Барклайс-центр, Нью-Йорк, штат Нью-Йорк, США       | TD 8 (10)                                          | Защитил титул WBA Inter-Continental во 2-м среднем весе (2-я защита Меликузиева). Счёт: 78-74 и 79-73 (дважды).                                                                                          |
| 14                                                 | 7 октября 2023                                     | Алантес Фокс (28-4-1)                              | Cosmopolitan of Las Vegas, Лас-Вегас, Невада, США  | TKO 4 (10)                                         | Защитил титул WBA Inter-Continental во 2-м среднем весе (1-я защита Меликузиева). |
| 13                                                 | 22 апреля 2023                                     | Габриэль Росадо (26-16-1)                          | Ти-Мобайл Арена, Лас-Вегас, Невада, США            | UD 10 (10)                                         | Завоевал вакантный титул WBA Inter-Continental во 2-м среднем весе. Счёт: 99-91 (все). |
| 12                                                 | 28 января 2023                                     | Улисес Сьерра (17-2-2)                             | YouTube Theater, Инглвуд, Калифорния, США          | KO 3 (10), 2:59                                    | Завоевал вакантный титул WBO Global во 2-м среднем весе. |
| 11                                                 | 6 августа 2022                                     | Сладан Джанджанин (32-11)                          | Dickies Arena, Форт-Уэрт, Техас, США               | TKO 3 (10), 2:18                                   | |
| 10                                                 | 19 марта 2022                                      | Дэвид Зегарра (34-7)                               | Galen Center, Лос-Анджелес, Калифорния, США        | KO 2 (10), 0:30                                    | |
| 9                                                  | 17 декабря 2021                                    | Сергей Екимов (18-3)                               | Ташкент, Узбекистан                                | UD 8 (8)                                           | Счёт: 80-72 и 80-71 (дважды). |
| 8                                                  | 19 июня 2021                                       | Габриэль Росадо (25-13-1)                          | Don Haskins Center, Эль-Пасо, Техас, США           | KO 3 (12), 1:21                                    | Титул WBA Continental Americas во 2-м среднем весе (1-я защита Меликузиева) и вакантный титул WBO International во 2-м среднем весе. Росадо в нокдауне в 1-м раунде. Меликузиев в нокдауне в 3-м раунде. |
| 7                                                  | 13 февраля 2021                                    | Морган Фитч (19-4-1)                               | Казино Fantasy Springs, Индио, Калифорния, США     | KO 3 (8), 2:08                                     | |
| 6                                                  | 30 октября 2020                                    | Алан Кампа (17-5)                                  | Казино Fantasy Springs, Индио, Калифорния, США     | KO 3 (10), 0:21                                    | Завоевал вакантный титул чемпиона по версии WBO Inter-Continental во 2-м среднем весе. Кампа дважды в нокдауне во 2-м раунде, и один раз в 3-м.                                                          |
| 5                                                  | 14 февраля 2020                                    | Оскар Кортес (27-5)                                | Хонда-центр, Анахайм, Калифорния, США              | KO 1 (10), 2:04                                    | Кортес два раза в нокдауне в 1-м раунде. |
| 4                                                  | 13 декабря 2019                                    | Вон Александер (15-3)                              | Казино Fantasy Springs, Индио, Калифорния, США     | UD 10 (10)                                         | Счёт: 100-90 (все). Завоевал вакантный титул чемпиона по версии WBA Continental Americas во 2-м среднем весе.                                                                                            |
| 3                                                  | 2 ноября 2019                                      | Клей Коллард (4-1-3)                               | MGM Grand Garden Arena, Лас-Вегас, Невада, США     | TKO 4 (8), 2:22                                    | |
| 2                                                  | 30 августа 2019                                    | Рикардо Адриан Луна Флорес (22-6-1)                | Pasadena City Hall, Пасадина, Калифорния, США      | KO 1 (8), 2:13                                     | Луна два раза в нокдауне. |
| 1                                                  | 13 июня 2019                                       | Мартин Фидель Риос (23-19-4)                       | The Avalon, Голливуд, Калифорния, США              | KO 1 (6), 1:39                                     | Профессиональный дебют. |
| Бой                                                | Дата                                               | Соперник                                           | Место проведения                                   | Результат                                          | Примечание |

## Боксёрские титулы

### Любительские
- 2014  Чемпион Азии среди молодёжи в полусредней весовой категории (до 69 кг).
- 2014  Чемпион мира среди молодёжи в полусредней весовой категории (до 69 кг).
- 2014  Чемпион юношеских Олимпийских игр в полусредней весовой категории (до 69 кг).
- 2014  Чемпион Узбекистана в средней весовой категории (до 75 кг).
- 2015  Чемпион Азии в средней весовой категории (до 75 кг).
- 2015  Серебряный призёр чемпионата мира в средней весовой категории (до 75 кг).
- 2016  Серебряный призёр Олимпийских игр в средней весовой категории (до 75 кг).
- 2017  Чемпион Азии в полутяжёлой весовой категории (до 81 кг).
- 2017  Бронзовый призёр чемпионата мира в полутяжёлой весовой категории (до 81 кг).

### Профессиональные
- Титул WBA Continental Americas во 2-м среднем весе (2019—2021).
- Титул WBO Inter-Continental во 2-м среднем весе (2020).
- Титул WBO Global во 2-м среднем весе (2023—2024).
- Титул WBA Inter-Continental во 2-м среднем весе (2023—н. в.).